# FijiFirst
FijiFirst (Fiyi Primero) fue un partido político de centroderecha fiyiano. Fue fundado en marzo de 2014 por el ex primer ministro, Frank Bainimarama.

## Formación
El partido fue fundado el 31 de marzo de 2014, por medio de un gira nacional a través de un autobús de campaña liderado por Bainimarama, para recolectar las 5.000 firmas necesarias para registrarse como partido político.
Bainimarama dice que FijiFirst es un nombre que abarca sus creencias políticas.
Registró a su primer candidato y presidente de partido; Jiko Luveni, quién fue ministra de la Mujer.
El partido logró recolectar más de 40.000 firmas para consolidarse como partido político.
El partido nombró al senador y exmilitante del Partido Laborista de Fiyi, Bijai Prasad como uno de sus vicepresidentes, al igual que exfiscal general Aiyaz Sayed-Khaiyum como secretario general del partido. Prasad renunció a su cargo al día siguiente, luego de ser citado por un cargo criminal de un hurto que realizó durante los años ochenta, por lo que tuvo que pasar un período en la cárcel. El Tui Macuata, Ratu Viliame Katonivere también fue elegido como vicepresidente del partido. Vimlesh Kumar, quién ejerce como contador y es un miembro del CPA Australia, figura como tesorero.
La aplicación del partido en registrarse como tal resultó en 6 quejas, incluyendo en que un partido había usado previamente el nombre de "Fiyi First". A pesar de estas dificultades, el partido fue registrado el 30 de mayo de 2014.

## Elecciones de 2014
El partido presentó su primera lista de 21 candidatos el 25 de julio de 2014, liderado por Frank Bainimarama. En los resultados de las elecciones generales de 2014, el partido obtuvo 293 714 votos, que representó el 59.2% del total de votos registrados (495 105 votantes), otorgándole al partido la mayoría absoluta en el parlamento, ocupando 32 de los 50 escaños.
Según un artículo publicado en The Economist por un escritor no acreditado en Wellington, Nueva Zelanda, declaró que a pesar de su éxito electoral, el gobierno de FijiFirst es también "despreciado" por "muchos" indígenas fiyianos por haber promulgado la Constitución de 2013, que describe a todos los ciudadanos del país como "fiyianos", independiente de su etnia, lo que hace que "algunos" indígenas se sintieran atemorizados por una posible "aniquilación cultural" y una "conspiración islámica para controlar el país", debido a que el fiscal general del país es de origen musulmán."

## Resultados electorales
|  | 59.62 % |

|  | 50.02 % |

|  | 42.55 % |